# Mathilde Téllez Robles
Mathilde Téllez Robles, en religion Mathilde du Sacré-Cœur, née à Robledillo de la Vera le 30 mai 1841 et morte à Don Benito le 17 décembre 1902, est une religieuse espagnole fondatrice de la congrégation des Filles de Marie, Mère de l'Église, et reconnue bienheureuse par l'Église catholique.

## Biographie
Matilde Téllez Robles naît le 30 mai 1841 à Robledillo de la Vera (province de Cáceres) car son père, Don Felix Téllez Gómez, travaille comme fonctionnaire dans cette ville à la naissance de sa deuxième fille. La famille déménage en 1851 à Béjar (province de Salamanque), ville réputée pour son industrie textile.
Adolescente, elle ressent la vocation religieuse mais se heurte à la vive opposition de son père qui veut la marier et lui trouver un bon parti. En attendant, elle participe chaque jour à la messe et prie devant les tabernacles des églises. À 23 ans, elle est élue présidente de l'association des Filles de Marie puis nommée infirmière aux conférences de Saint-Vincent de Paul, elle enseigne le catéchisme et fréquente l'École du dimanche. Lors d’une Adoration eucharistique, elle ressent l’inspiration de fonder un nouvel institut dédié à l'Adoration eucharistique. Elle écrit le 4 mai 1874 au pape Pie IX pour lui exposer son idée, obtenir sa bénédiction et son assentiment. Au départ, son père s'oppose encore à son projet en évoquant le climat trop anticlérical de l'époque, mais Mathilde finit par obtenir son soutien tout comme celui de son directeur spirituel, Manuel de la Oliva. Elle achète une maison à Béjar et s'installe le 19 mars 1875, avec Marie Briz (1852-1885), elle ouvre une école.
Le 23 avril 1876, Mgr Pedro Casas y Souto, évêque de Plasencia, autorise provisoirement l’œuvre sous le titre d' Amantes de Jésus et Filles de Marie Immaculée et le 20 janvier 1878, Mathilde et Marie reçoivent l’habit religieux à Plasencia. Fin mars 1879, la communauté déménage de Béjar à Don Benito (province de Badajoz) où elle installe le noviciat, accueille des orphelines, établissent des cours quotidiens et des cours du dimanche, prennent en charge les malades chez eux et aident les pauvres. Une des spécificités de l’institut naissant étant l'Adoration perpétuelle, elles se relaient devant le tabernacle et ont aussi une dévotion spéciale à la Sainte Vierge. Le 19 mars 1884, le même évêque érige l'œuvre en institut religieux de droit diocésain et, le 29 juin, la fondatrice et d'autres sœurs, font leur profession religieuse.
L'année suivante, une épidémie de choléra se répand dans la ville. Mathilde et toutes les sœurs se rendent auprès des malades suscitant une grande admiration parmi le peuple ; Sœur Marie Briz, la première compagne de Mathilde, en décède à 32 ans et la mère ouvre un hôpital pour les pauvres en sa mémoire. En 1889, une nouvelle maison est ouverte à Cáceres, l'expansion se poursuivit dans les années suivantes avec d'autres fondations à Trujillo, Béjar, Villanueva de Córdoba, Almendralejo et Los Santos de Maimona. Le 15 décembre 1902, elle quitte la maison de bonne heure pour partir en voyage accompagnée d'une sœur, mais après avoir parcouru quelques mètres, elle est victime d'un accident vasculaire cérébral et décède le 17 décembre 1902.
Elle est reconnue vénérable le 23 avril 2002 par le pape Jean-Paul II et béatifiée par le même pape le 21 mars 2004. Le 17 septembre 2004, le conseil municipal de Don Benito la déclare, à titre posthume, fille adoptive de la ville, en reconnaissance de son dévouement envers les plus nécessiteux.
Le 29 décembre 2012, la chapelle de Mère Mathilde, située à l'intérieur de l'église du Sacré-Cœur du collège de Don Benito, est bénite par Mgr Rodríguez Magro, évêque du diocèse de Plasencia, aux côtés de nombreux prêtres.